# Hydraena reticuloides
Hydraena reticuloides är en skalbaggsart som beskrevs av Perkins 2007. Hydraena reticuloides ingår i släktet Hydraena och familjen vattenbrynsbaggar. Inga underarter finns listade i Catalogue of Life.